# Yves Morin
Yves Morin (Quebec, 28 de noviembre de 1929 - Quebec, 4 de junio de 2024)fue un cardiólogo, médico, científico y senador canadiense.

## Biografía
Nacido en la ciudad de Quebec, obtuvo una licenciatura en Artes en 1948 y un Doctorado en Medicina en 1953 de la Universidad Laval. Morin fue decano de la Facultad de Medicina de la Universidad Laval. En 2001, fue nombrado senador de Canadá representando la división senatorial de Lauzon, Quebec. Miembro del Partido Liberal de Canadá, ocupó el cargo hasta su jubilación obligatoria al cumplir 75 años en 2004. 
En octubre de 2011, Yves Morin publicó su primera novela, "Les Cœurs tigrés", un relato histórico que se desarrolla simultáneamente en dos momentos distintos de la historia del Hôtel-Dieu de Quebec, en 1665 y 1965. En 1965, un joven cardiólogo del Hôtel-Dieu debe enfrentarse a una nueva enfermedad mortal que afecta exclusivamente a Quebec. Mientras tanto, en 1665, Jean de Bonamour, el primer médico en practicar en Nueva Francia, enfrenta casos severos de hidropesía cuyo origen desconoce. Yves Morin entrelaza estos dos momentos históricos y se inspira en la controversia en torno a la cerveza Dow para crear una novela histórica que combina elementos de thriller médico, mostrando las dificultades que experimentan ambos médicos separados por tres siglos.
En 1990, fue nombrado Oficial de la Orden de Canadá por su "gran influencia en la formación de una generación de médicos". En 1995, fue nombrado Oficial de la Orden Nacional de Quebec.  Morin falleció en la ciudad de Quebec el 4 de junio de 2024, a la edad de 94 años.